# Judo ai XIV Giochi del Mediterraneo
Le competizioni di judo ai XIV Giochi del Mediterraneo di Tunisi si sono svolte dal 28 giugno al 1º luglio 2001.

## Risultati

### Uomini
| Evento        | Oro                | Argento              | Bronzo                                 |
| fino a 60 kg  | Anis Lounifi       | Giovanni Carella     | Abdelouahed Chorfi Roberto Cueto       |
| fino a 66 kg  | Benjamin Darbelet  | Miloš Mijalković     | Donato Erra Amar Meridja               |
| fino a 73 kg  | Christophe Massina | Deniz Şilli          | Nourredine Yagoubi Haithan El Hossainy |
| fino a 81 kg  | Roberto Meloni     | Salim Boutabcha      | Aboumedan El Sayed Andrija Đurišić     |
| fino a 90 kg  | Vincenzo Carabetta | Khaled Meddah        | Yiannis Tsaparas David Alarza          |
| fino a 100 kg | Bassel El Gharbawy | Christophe Lagarde   | Michele Monti Sadok Khalgui            |
| oltre 100 kg  | Denis Braidotti    | Mohammed Bouaichaoui | Matthieu Bataille Anis Chedly          |

### Donne
| Evento       | Oro              | Argento           | Bronzo                          |
| fino a 48 kg | Neşe Şensoy      | Giuseppina Macrì  | Sarah Nichilo Hajer Barhoumi    |
| fino a 52 kg | Salima Souakri   | Antonia Cuomo     | Petra Nareks Virginie Marie     |
| fino a 57 kg | Cinzia Cavazzuti | Karima Dhaouadi   | Lynda Mekzine Fanny Riaboff     |
| fino a 63 kg | Ylenia Scapin    | Lucie Decosse     | Zoubida Bouyacoub Fatma M'Badra |
| fino a 70 kg | Rasa Sraka       | Rachida Ouardane  | Amina Abdellatif Cecilia Blanco |
| fino a 78 kg | Lucia Morico     | Sandra Borderieux | Henar Parra Houda Ben Daya      |
| oltre 78 kg  | Heba Hefny       | Clementina Papa   | Mara Kovačević Susana Somolinos |

## Medagliere
| Posizione | Paese               | Oro | Argento | Bronzo | Totale |
| --------- | ------------------- | --- | ------- | ------ | ------ |
| 1         | Italia              | 5   | 4       | 2      | 11     |
| 2         | Francia             | 3   | 3       | 5      | 11     |
| 3         | Egitto              | 2   | 0       | 2      | 4      |
| 4         | Algeria             | 1   | 4       | 4      | 9      |
| 5         | Tunisia             | 1   | 1       | 5      | 7      |
| 6         | Turchia             | 1   | 1       | 0      | 2      |
| 7         | Slovenia            | 1   | 0       | 1      | 2      |
| 8         | Serbia e Montenegro | 0   | 1       | 2      | 3      |
| 9         | Spagna              | 0   | 0       | 5      | 5      |
| 10        | Grecia              | 0   | 0       | 1      | 1      |
| 10        | Marocco             | 0   | 0       | 1      | 1      |
| Totale    | Totale              | 14  | 14      | 28     | 56     |